# Ludwik Józef de France
Ludwik Józef Ksawery Franciszek de France, fr. Louis Joseph Xavier François de France (ur. 22 października 1781 w Wersalu; zm. 4 czerwca 1789 w Meudon) – książę Bretanii, delfin Francji.
Ludwik Józef urodził się jako drugie dziecko, po swojej siostrze Marii Teresie, króla Ludwika XVI i Marii Antoniny. Jego młodszym rodzeństwem byli: Ludwik Karol i Zofia Helena Beatrycze. Ludwik Józef urodził się w Wersalu ku wielkiej radości swoich rodziców jak i całej Francji. Ludwik XVI po urodzinach syna osobiście podziękował królowej w takich oto słowach: "Madame, spełniłaś życzenia nasze i Francji, jesteś matką delfina". We Francji narodziny delfina traktowane były prawie jak wydarzenie religijne.
Ludwik Józef otrzymał imię po swym wuju, cesarzu Józefie II. Od samego urodzenia był bardzo słabowity. Maria Antonina z początku zaprzeczała w listach do cesarza Józefa, jakoby jej syn nie był najlepszego zdrowia, w przyszłości okazało się jednak, że się myliła.

## Krótkie dzieciństwo

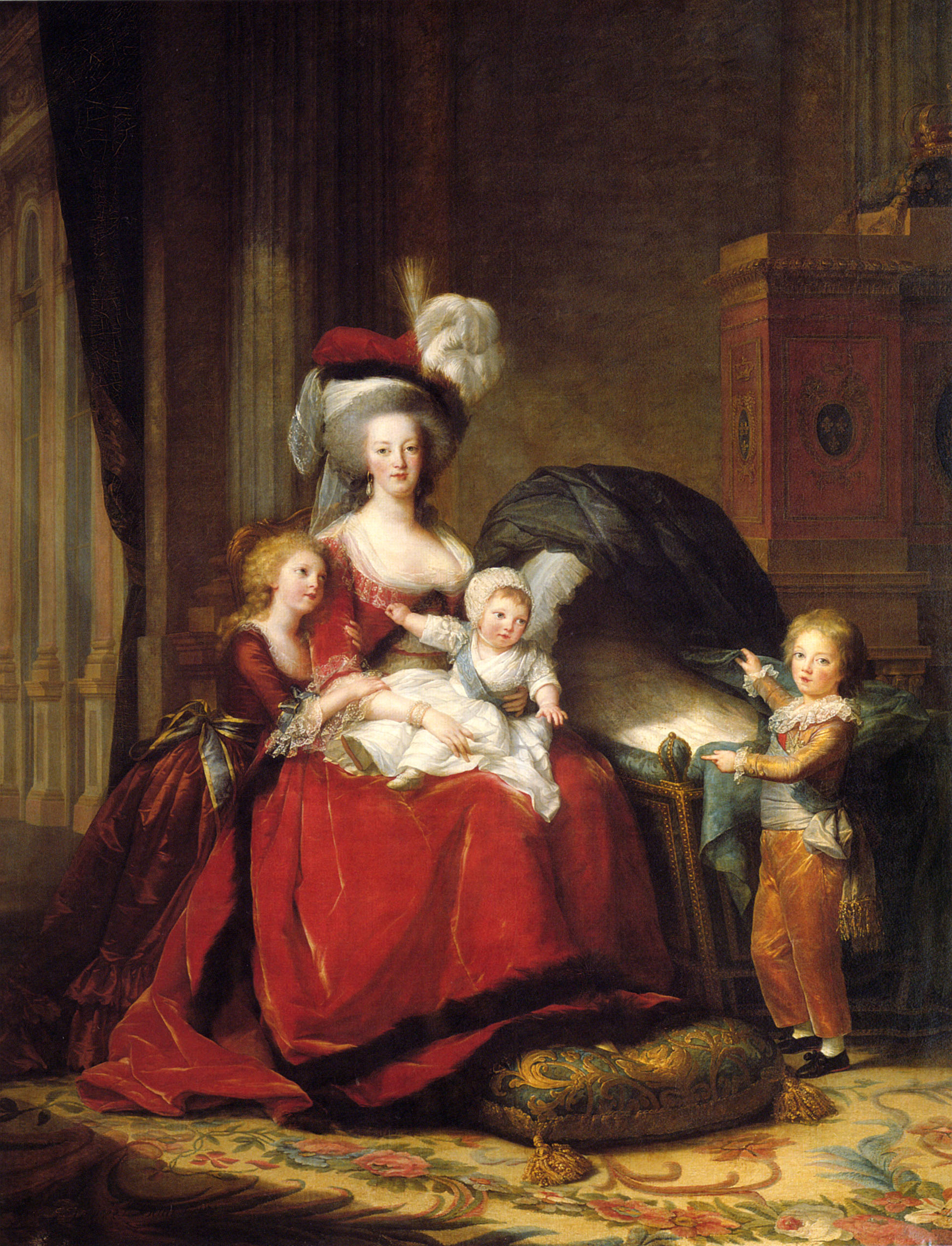
Maria Antonina z dziećmi, portret autorstwa Élisabeth Vigée-Lebrun (Ludwik Józef wskazuje pustą kołyskę)

Ludwik Józef był bardzo ładnym dzieckiem. Nękały go jednak ciągłe gorączki, co sprawiało, że wyglądał bardzo wątło. Z wyglądu przypominał Habsburgów, zwłaszcza brata swojej matki, Józefa. Z usposobienia był bardzo łagodny.
Choroba delfina bardzo martwiła jego rodziców. Ludwik XVI często zaniedbywał sprawy państwowe aby móc czuwać przy chorym synu. Królowa opisywała niezwykle cierpienia Ludwika Józefa w liście do cesarza: "Ciało ma skręcone, jedno ramię wyżej od drugiego, a kręgosłup zgięty i wystający. Przez jakiś czas miał nieustannie gorączkę, w wyniku której jest bardzo wątły i słaby." Wszyscy z otoczenia rodziny królewskiej byli przekonani, że delfin długo nie pożyje. Niektórzy przyjmowali ten fakt z radością twierdząc iż jego brat, Ludwik Karol, znacznie zdrowszy i pełen życia, ma lepsze predyspozycje do zostania królem. Objawy choroby, na którą cierpiał delfin, wskazują, iż była to gruźlica kręgosłupa.

## Śmierć
Nadzieję na wyzdrowienie Ludwika Józefa pokładano w jego wyjeździe do zamku Meudon, rezydencji delfina. Miano nadzieję, że tak jak Ludwik XVI odzyskał tam kiedyś zdrowie, tak i jego syn powróci do pełni sił. Pod koniec życia delfin nie mógł już chodzić, więc poruszał się na wózku. Osoby związane z Ludwikiem opowiadały o niespotykanej dobroci księcia. Mówiono również, że jak na swój wiek delfin był bardzo rozwinięty. Tak jak ojciec lubił książki historyczne, wdawał się również w rozmowy na temat historii.
Młody delfin zmarł 4 czerwca przy boku swojej matki. Po nim tytuł delfina przejął jego brat Ludwik Karol.